# Paroecanthus hwinanus
Paroecanthus hwinanus är en insektsart som beskrevs av Otte, D. och Perez-gelabert 2009. Paroecanthus hwinanus ingår i släktet Paroecanthus och familjen syrsor. Inga underarter finns listade i Catalogue of Life.